# Thailands författningsdomstol

Domstolens sigill.

Thailands författningsdomstol är en oberoende domstol, som under senare år spelat en viktig roll i det politiska maktspel som ägt rum i Thailand.
Den 2 december 2008 beslutade domstolen att avsätta premiärminister Somchai Wongsawat, förbjuda honom att verka politiskt i fem år och att upplösa hans parti Folkmaktspartiet och två andra regeringspartier. 
Tidigare samma år hade man även avskedat Somchais företrädare Samak Sundaravej från samma post.